# Wolfgang Schollwer

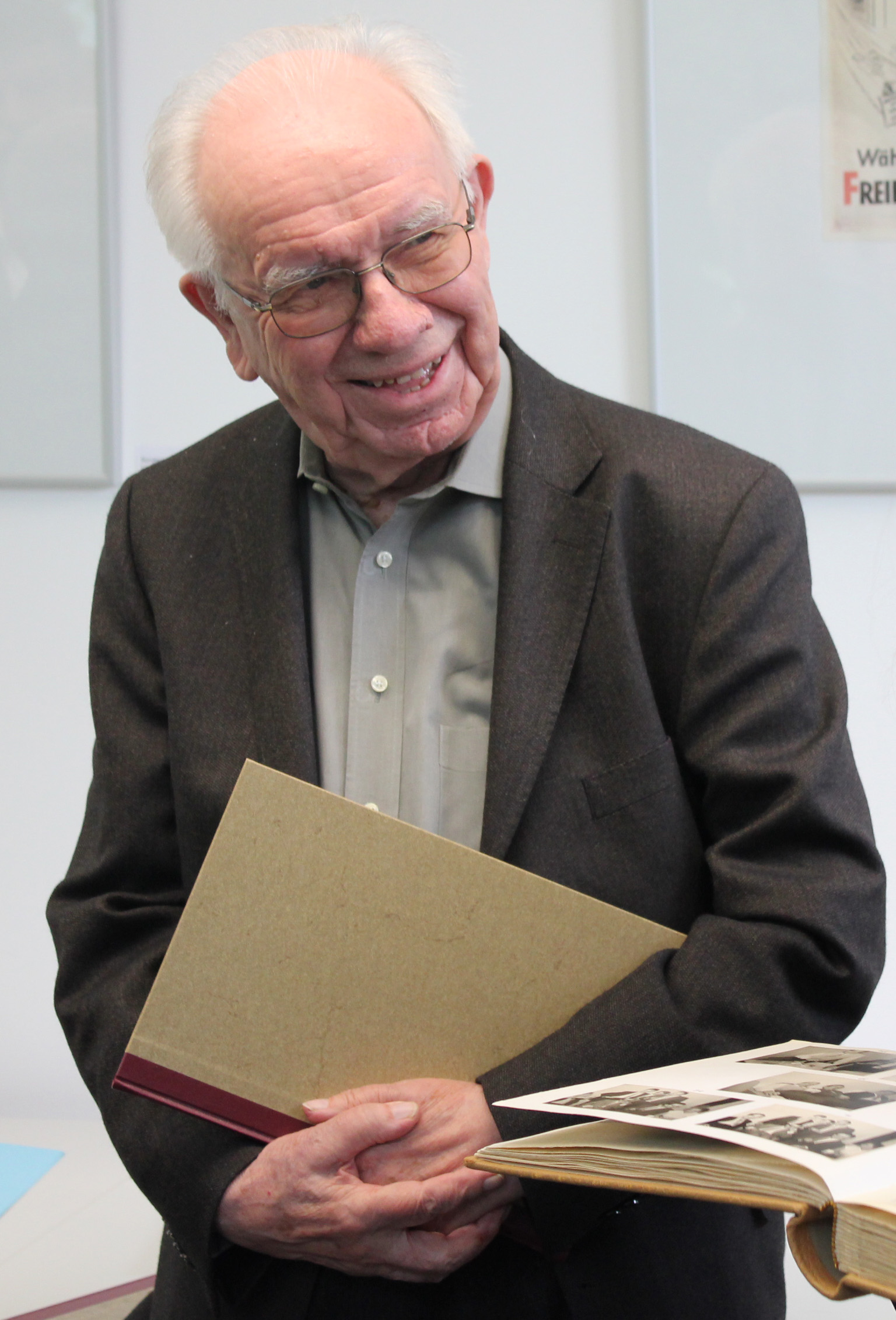
Wolfgang Schollwer im Archiv des Liberalismus der Friedrich-Naumann-Stiftung für die Freiheit in Gummersbach, 2015

Wolfgang Schollwer (* 13. Februar 1922 in Potsdam; † 22. Januar 2021 in Bonn) war ein liberaler deutscher Politiker (LDP, FDP), Funktionär, Ministerialreferent und Autor.

## Leben
Schollwer wurde vor allem als „Vordenker liberaler Entspannungspolitik“ in der Ost-West-Auseinandersetzung des „Kalten Krieges“ bekannt. Von ihm stammen die Deutschlandpläne („Schollwer-Papiere“) der FDP von 1962 und 1967, in denen eine Politik der Annäherung der damals bestehenden beiden deutschen Staaten konzipiert wurde.
Schollwer, der 1940 Abitur am Viktoria-Gymnasium, dem heutigen Helmholtz-Gymnasium, machte und dem 1945 in der sowjetischen Besatzungszone als ehemaligem Leutnant der Reserve in der Wehrmacht ein Medizinstudium verwehrt worden war, engagierte sich zunächst als Jugendpolitiker und Landessekretär der LDP in Brandenburg am politischen Wiederaufbau, ehe er 1950 in die Bundesrepublik Deutschland floh und dort der FDP beitrat. Vor der Flucht war er Stadtverordneter in Potsdam. Von 1951 bis 1957 war er stellvertretender, zuletzt kommissarischer Leiter des FDP-Ostbüros in Bonn. Als Referent für die Außen- und Deutschlandpolitik der FDP sowie Chefredakteur der „freien demokratischen korrespondenz“ (fdk) (1959–1970) nahm Schollwer maßgeblich Einfluss auf die Öffnung seiner Partei in der Ostpolitik. Von 1967 bis 1969 war er Präses des Verbandes Liberaler Akademiker. 1972 trat er als Referent in den Planungsstab des Auswärtigen Amtes ein, dem er bis zur Pensionierung 1987 angehörte. Von 1986 bis 1990 gehörte Schollwer dem Beirat der Friedrich-Naumann-Stiftung an. Wolfgang Schollwer verstarb wenige Wochen vor seinem 99. Geburtstag an den Folgen einer COVID-19-Erkrankung.
Unterlagen über seine Tätigkeiten für die FDP liegen im Archiv des Liberalismus der Friedrich-Naumann-Stiftung für die Freiheit in Gummersbach. Das Archiv hat mehrere Bände mit seinen Aufzeichnungen aus den Jahren 1948 bis 1970 veröffentlicht.

## Veröffentlichungen
- Potsdamer Tagebuch 1948–1950. Liberale Politik unter sowjetischer Besatzung. Hrsg.: Monika Faßbender. Oldenbourg, München 1988, ISBN 3-486-54581-7.
- Liberale Führungspersonen – die Parteivorsitzenden. In: Wolfgang Mischnick (Hrsg.): Verantwortung für die Freiheit. 40 Jahre F.D.P. DVA, Stuttgart 1989, ISBN 3-421-06500-4, S. 440–463.
- Liberale Opposition gegen Adenauer. Aufzeichnungen 1957–1961. Hrsg.: Monika Faßbender. Oldenbourg, München 1990, ISBN 3-486-55831-5.
- FDP im Wandel. Aufzeichnungen 1961–1966. Hrsg.: Monika Faßbender. Oldenbourg, München 1994, ISBN 3-486-56003-4.
- „Gesamtdeutschland ist uns Verpflichtung“. Aufzeichnungen aus dem FDP-Ostbüro 1951–1957. Hrsg.: Jürgen Frölich. Edition Temmen, Bremen 2004, ISBN 3-86108-043-5.
- „Da gibt es in der FDP noch viel Überzeugungsarbeit zu leisten …“. Aufzeichnungen aus der FDP-Bundesgeschäftsstelle 1966–1970. Hrsg.: Jürgen Frölich. Edition Temmen, Bremen 2007, ISBN 3-86108-887-8.